# Meinrad I. (Hohenzollern-Sigmaringen)

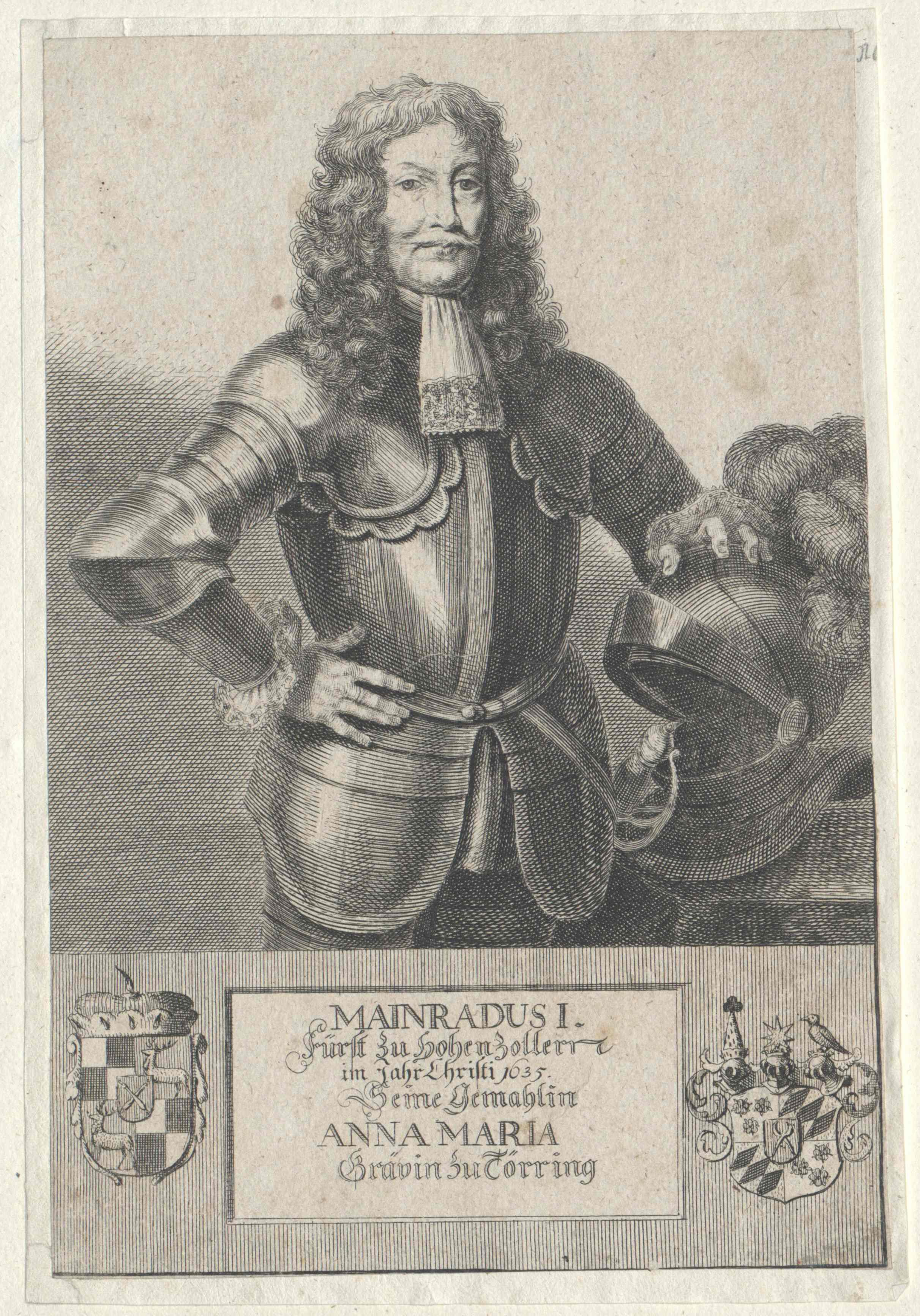
Meinrad I. von Hohenzollern-Sigmaringen

Meinrad I. von Hohenzollern-Sigmaringen (* 1605 in München; † 30. Januar 1681 in Sigmaringen) war von 1638 bis 1681 Fürst von Hohenzollern-Sigmaringen.

## Leben
Meinrad war der Sohn des Fürsten Johann von Hohenzollern-Sigmaringen (1578–1638) und dessen Gemahlin Johanna, geborene Gräfin von Hohenzollern-Hechingen (1581–1634). Der Prinz wurde in München geboren, wo sein Vater als Präsident des Geheimrates des bayerischen Herzogs Maximilian I. fungierte und sich aus diesem Grunde nur selten in Sigmaringen aufhielt. In der Jugend nahm Meinrad die Geschehnisse des Dreißigjährigen Kriegs wahr. Der Kronprinz entschied sich für eine Karriere im Militär und diente bereits mit 17 Jahren im bayerischen Heer. Er stand unter dem Befehl von Johann t’Serclaes von Tilly, dem Feldherr auf katholischer Seite. Unter anderem nahm er am 27. August 1626 an der Schlacht bei Lutter teil, bei der die Dänen geschlagen wurden. Auch kämpfte er unter Gottfried Heinrich zu Pappenheim gegen protestantische Aufständische in Österreich. Meinrad wurde später zu einem einflussreichen Ratgeber des Kurfürsten Maximilian I. von Bayern.
Bei seinem Regierungsantritt 1638 übernahm Meinrad ein vom Krieg verwüstetes und ausgeblutetes Land. 1646 fielen die Franzosen unter Henri de Turenne und die Schweden unter Carl Gustav Wrangel in Schwaben und Bayern ein. Der Krieg wurde erst 1648 mit dem Westfälischen Frieden beendet. Meinrad hatte von seinem Vater ein größeres Privatvermögen geerbt, und seine Gattin war ebenfalls ökonomisch gut gestellt. Die Zerstörungen warfen das Land wirtschaftlich stark zurück, doch fielen die Aufbaubemühungen mit den vorhandenen Mitteln leichter. Trotz der langen Regierungszeit des Fürsten konnten die negativen ökonomischen Auswirkungen des Kriegs nicht völlig beseitigt werden. Er ließ die Schlösser in Sigmaringen und Haigerloch vom namhaften Vorarlberger Architekten Michael Beer wiederaufbauen und modernisieren. Nachdem 1632 die Schweden das Schloss Sigmaringen besetzt hatten und es 1633 bei der Rückeroberung unter General Gustaf Horn zur Zerstörung des östlichen Teils durch Brand gekommen war, ließ Meinrad die abgebrannten Teile 1658 und 1659 wieder aufbauen und die beiden werdenbergischen Ostbauten unter einem Dach verbinden.
Als Meinrad am 30. Januar 1681 starb, übernahm sein Sohn Maximilian I. den Sigmaringer Teil des Fürstentums. Das Haigerlocher Gebiet, das bis zu diesem Zeitpunkt von Meinrad mitregiert wurde, übernahm, so bestimmte es das Testament, sein Sohn Franz Anton.

## Ehe und Nachkommen
Meinrad heiratete am 7. Mai 1635 Anna Marie (1613–1682), Tochter des Freiherren Ferdinand von Törring zu Seefeld, mit der er folgende Kinder hatte:
- Maximilian I. (1636–1689), Fürst von Hohenzollern-Sigmaringen

⚭ 1666 Gräfin Maria Clara von Berg-s’Heerenberg (1635–1715)
- Johann Karl (*/† 1637)
- Marie Anna (*/† 1638)
- Ferdinand Franz (1639–1662), bei einem Jagdunfall getötet
- Marie Johanna (1640–1707), Priorin im Stift Inzigkofen
- Meinrad (1641–1642)
- Christoph (*/† 1642)
- Ignatz (*/† 1643)
- Maria Magdalena (1643–1663)
- Maria Menodora (1644–1664), Nonne
- Maria Katharina (*/† 1645)
- Maria Theresia (*/† 1647)
- Johann Meinrad (*/† 1648)
- Maria Franziska (1649–1712), Priorin im Stift Inzigkofen
- Johann Felix (*/† 1651)
- Anna Maria (1654–1678)

⚭ 1672 Graf Anton Eusebius von Königsegg-Aulendorf (1639–1692)
- Franz Anton von Hohenzollern-Haigerloch (1657–1702), Graf von Hohenzollern-Haigerloch

⚭ 1687 Gräfin Maria Anna Eusebia von Königsegg-Aulendorf (1670–1716)